# Han Yutong
Han Yutong (chinois : 韩雨桐 ; pinyin : Hán Yǔtóng) est une patineuse de vitesse sur piste courte chinoise.

## Biographie
Han naît le 16 septembre 1994 à Jilin. En 2005, elle commence à s'entraîner sérieusement en patinage de vitesse sur piste courte, parce que le sport lui plaît beaucoup. Son idole est Viktor Ahn.

## Carrière

### Débuts internationaux
En 2013, elle arrive troisième au classement général des Championnats du monde junior.
En 2015, elle arrive cinquième du 500 mètres aux Championnats du monde. La même saison, elle remporte le 1 000 mètres et le 1 500 mètres en Coupe du monde.
En 2016/2017, à Minsk, elle remporte le 1 000 mètres.

### 2017/2018: Jeux olympiques de Pyeongchang
À la deuxième manche de la saison, à Dordrecht, elle remporte l'or au relais, aux côtés de ses compatriotes Fan Kexin, Zhou Yang et Zang Yize.
À Shanghai pour la troisième et avant-dernière manche de la saison, elle arrive sixième au 1 500 mètres juste derrière l'italienne Arianna Fontana. Elle ne participe pas au 500 mètres. Elle arrive 14e au 1 000 mètres. Elle prend la médaille d'argent au relais avec son équipe constituée de Fan Kexin, Zhou Yang et Guo Yihan.
Lors de la dernière manche de la Coupe du monde, en novembre 2017 à Séoul, elle arrive cinquième au 1 500 mètres. Au relais, l'équipe chinoise est disqualifiée en finale A ; elle y patine avec Fan Kexin, Guo Yihan et Zhou Yang. Elle arrive septième du 1 000 mètres, battue seulement par la Canadienne Jamie Macdonald en finale B.